# Galería Nacional de Retratos (Washington)

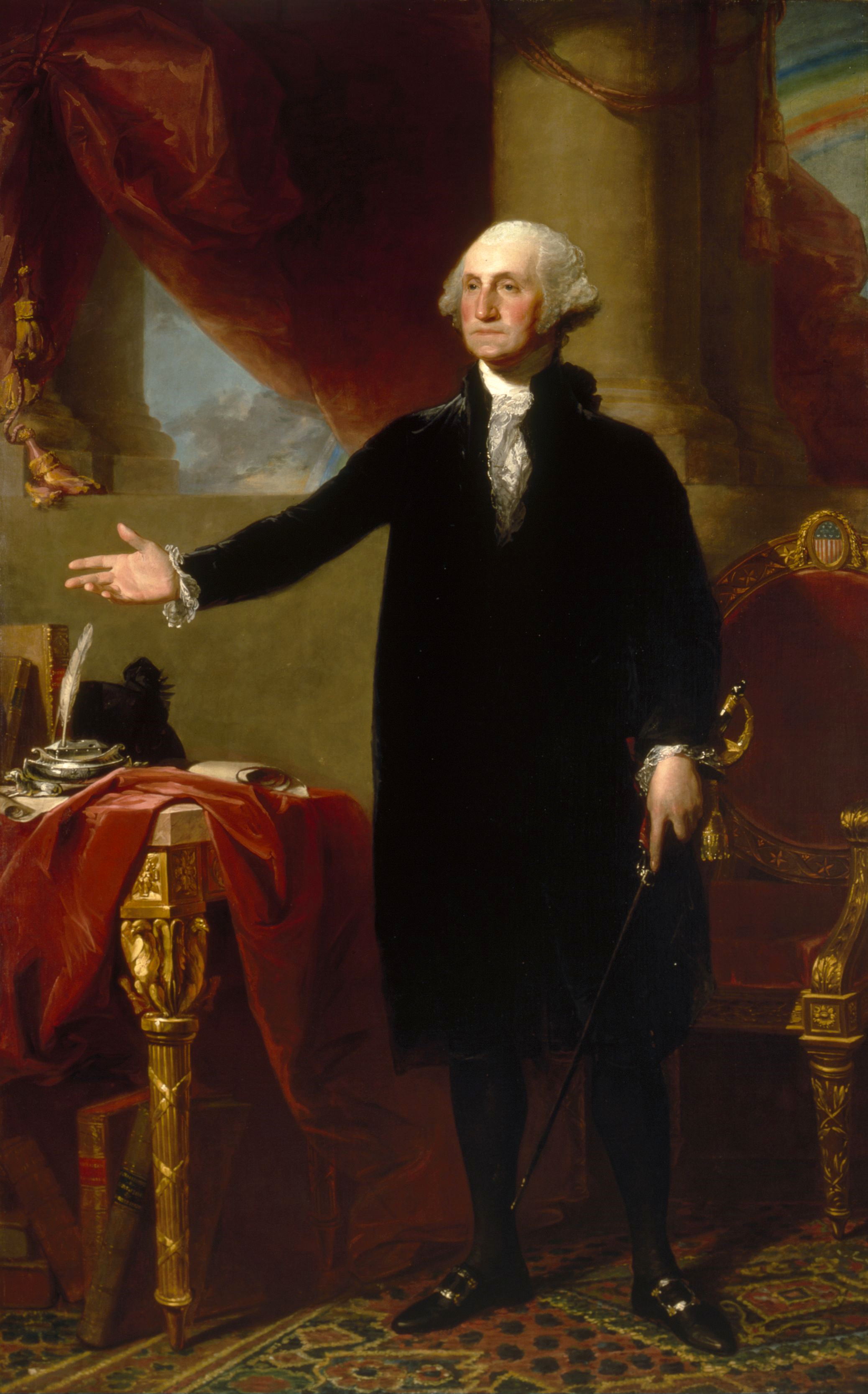
Retrato de George Washington en la Galería Nacional

La Galería Nacional de Retratos es una galería de arte en Washington D. C. administrada por el Instituto Smithsonian. La colección se concentra en imágenes de personajes famosos de Estados Unidos.

## Historia
Desde 1968, ocupa el antiguo edificio de la Oficina de Patentes (Old Patent Office), diseñado por Robert Mills en estilo neogriego y construido entre 1836-1867, que comparte con otro museo smithsoniano, el Museo Smithsoniano de Arte Americano. El edificio es el tercer edificio gubernamental más antiguo de la ciudad, construido entre 1836 y 1867. Los pórticos hechos en mármol y granito están inspirados en los del Partenón de Atenas (Grecia). El presidente Dwight Eisenhower salvó el edificio de la demolición en 1958 y lo entregó a la Smithsonian, quien renovó la edificación y abrió los ya mencionados museos. Debido a ello, el nombre de la parada cercana del metro de Washington se llama Gallery Place, y se encuentra en el corte de las calles F y 8 en el barrio del Noroeste. La Galería se cerró para llevar a cabo unas ambiciosas renovaciones y ampliaciones en enero de 2000. Se ha reabierto el 1 de julio de 2006. Durante el tiempo que la Galería ha permanecido cerrada muchas de sus obras se han exhibido en museos de todo el mundo.

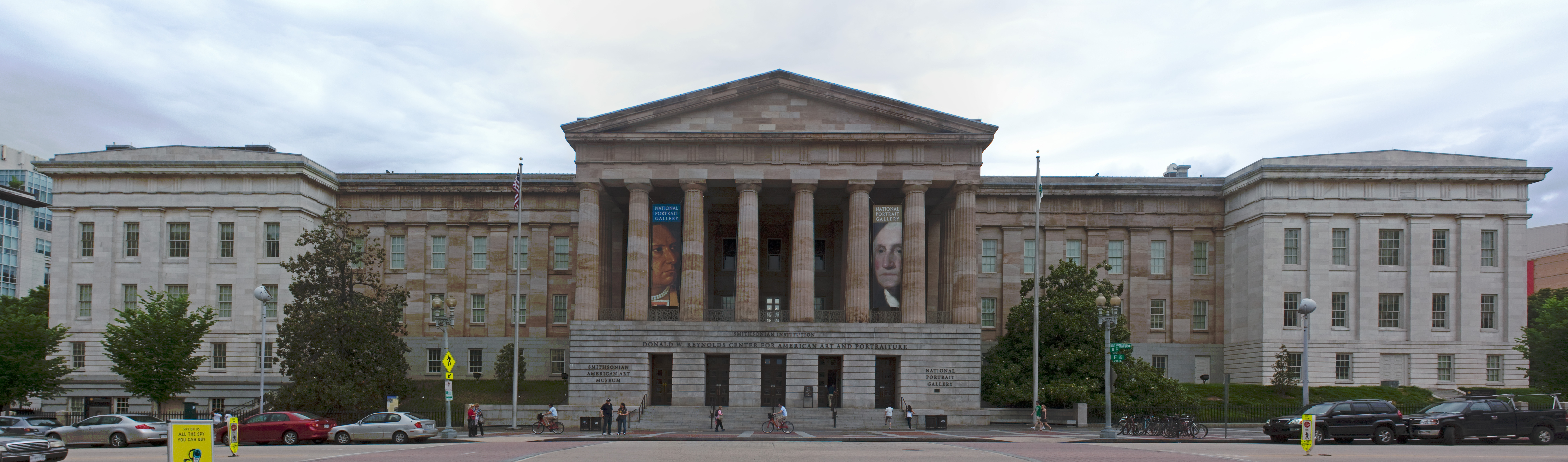
Vista de la fachada completa del Old Patent Office Building, sede de la National Portrait Gallery y del Smithsonian American Art Museum, en la calle F Street NW in Washington, D.C.